# Steenzetten

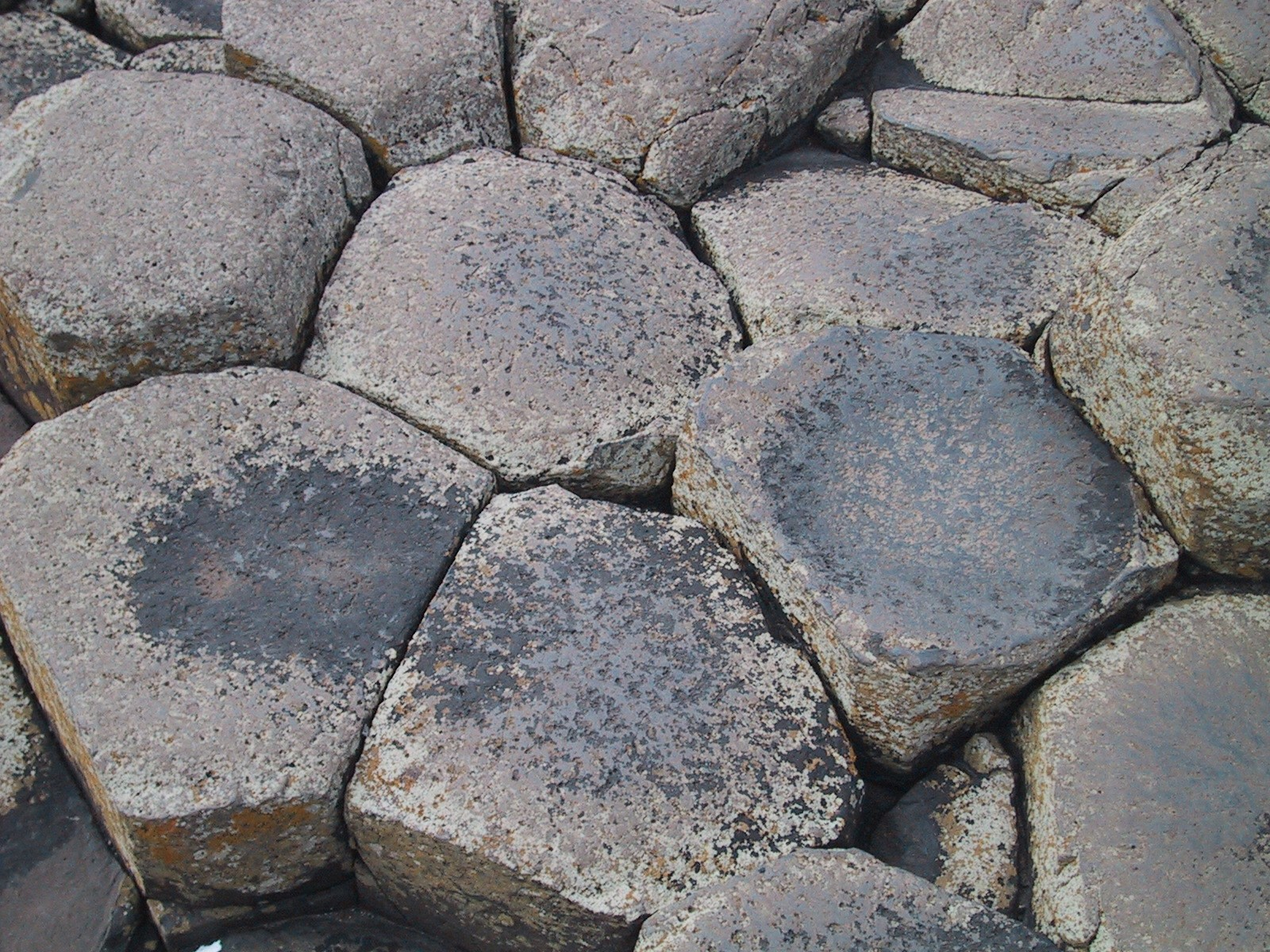
Basalt

Steenzetten is het werk van de steenzetter. Het is het gebruikmaken van specifieke stenen of betonblokken voor het bekleden van dammen, dijken en kribben zodat deze bestand zijn tegen alle, maar vooral extra hoge waterstanden, of door scheepsverkeer en wind veroorzaakte golfslag.
Bij de aanleg, reparatie en het onderhoud van de dijken zijn steenzetters en dijkwerkers betrokken. Er waren in 2011 nog ongeveer dertig steenzetters actief in Nederland. Het werk van de steenzetter bestaat voornamelijk uit het met de hand plaatsen van natuursteen of betonelementen op de taluds van dijken en andere oevers.

## Gereedschap
Het gereedschap van de steenzetter bestaat van oudsher uit: 
- Een stootijzer, dit wordt gebruikt voor het op hoogte zetten van het element door middel van stoten of dompen.
- Een harkje of een zogenoemd hakje, dit wordt gebruikt om de filterlaag op hoogte te schrapen.
- Een kaphamer, deze wordt gebruikt om de kop van de steen te bewerken.

## Werkzaamheden

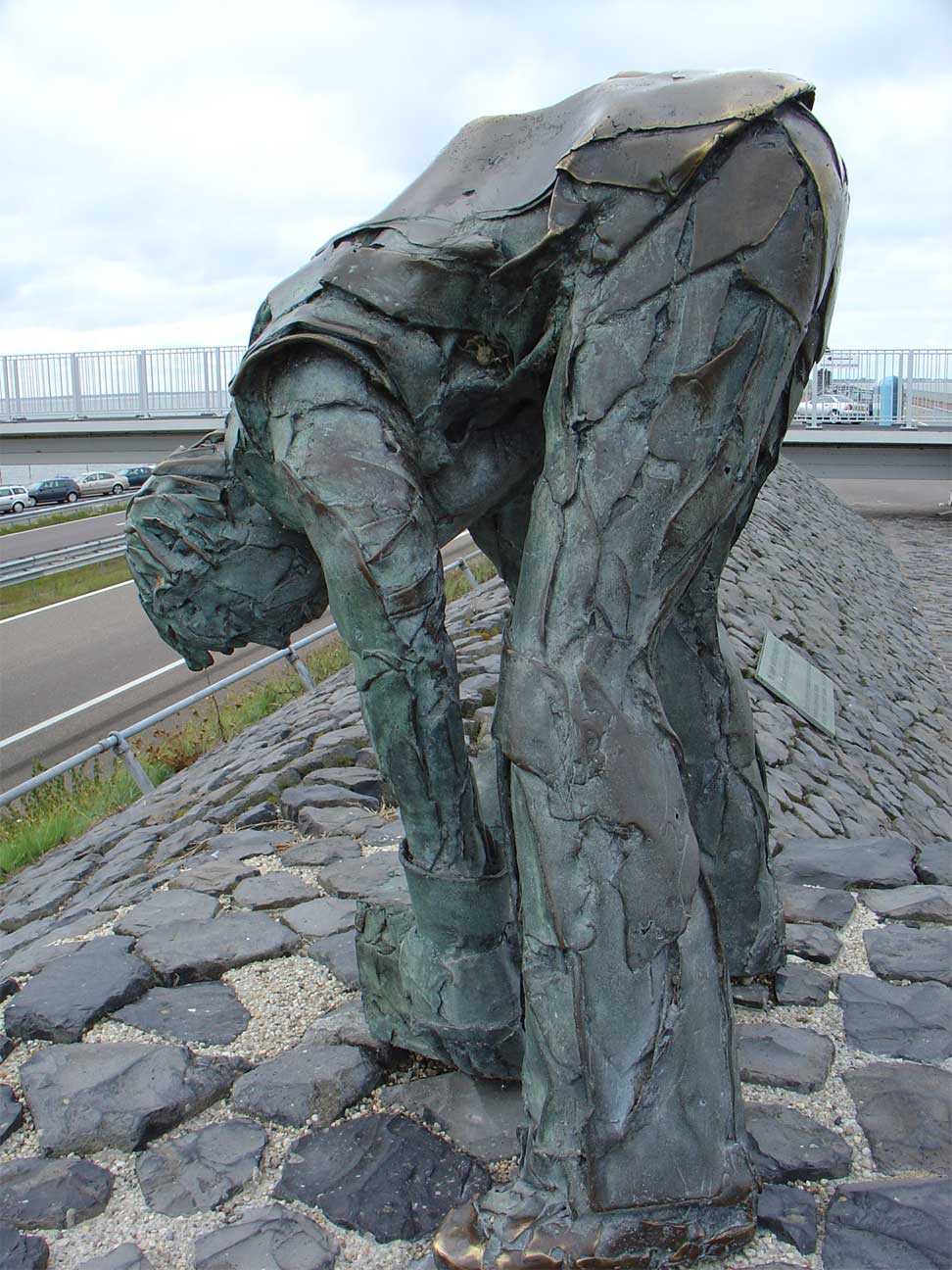
Standbeeld steenzetter Afsluitdijk

Het werk betreft aanleg, onderhoud en reparatie. 
Nadat het grondlichaam van het nieuwe dijklichaam is afgewerkt en verdicht, kan de glooiingbekleding worden aangebracht.
Op de kleilaag wordt in de meeste gevallen eerst geotextiel aangebracht, vervolgens wordt hierop een filterlaag geplaatst. Deze kan uit allerlei steen of steenachtige materialen bestaan. 
Hierbovenop worden natuurstenen of betonelementen geplaatst: er is keuze tussen allerlei materialen, vormen en grootten met namen als:
- Basaltzuilen
- Graniet
- Vilvoordse steen
- Lessinische steen
- Noorse en Drentse steen
- Basalton
- Hydroblock
- Haringmanblokken
- Diaboolbetonblokken
- Hillblock

De steenzetter plaatst de glooiingelementen loodrecht op de glooiing van de dijk. Bij het plaatsen van natuursteen heeft de steenzetter te maken met onderlinge verschillen in hoogte en vorm. Om een vlakke bovenzijde van de natuursteenglooiing te verkrijgen, wordt de filterlaag voor elke natuursteen afzonderlijk plaatselijk verhoogd of verlaagd.
Wanneer het bovenvlak van de steen grote oneffenheden vertoont, kan de steenzetter met de kaphamer schilfers van de kop weghakken. De steenzetter zal steeds een steen moeten uitzoeken die goed past en die goede aansluitmogelijkheden heeft met de volgende nog te plaatsen stenen. De beweging om de zware natuurstenen te plaatsen wordt in de loop van de tijd een behendigheid, gepaard gaande met rollen en kantelen van de stenen.
Nieuwe glooiingen worden vaak bezet met beton. In de fabriek vervaardigde betonnen elementen worden veelal mechanisch gezet. Toch zal ook hier enig handwerk nodig zijn voor bochten, overgangconstructies, opsluitingen en trappen.

## Praktijk
Het werk vindt in de buitenlucht plaats. Het wordt bijna altijd op een hellend vlak uitgevoerd, behalve op de buitenberm van de dijk: die ligt redelijk vlak (1:15 à 1:20). De hellingshoek van de glooiingen kan variëren van 15° (1:4) tot 45° (1:1). De steenzetter werkt op zeer wisselende ondergrond, qua hellingshoek, maar ook qua stabiliteit en effenheid. Het komt voor dat materiaal met de hand over wisselende afstanden over moeilijk begaanbaar terrein verzet moet worden om bij de werkplek te komen. Hierbij wordt zo veel mogelijk gebruikgemaakt van een hydraulische kraan of kruiwagen.
Men werkt in het algemeen in ploegen van 2 tot 5 personen, min of meer geïsoleerd van de bewoonde wereld. Afhankelijk van de werkzaamheden (aanleg of herstelwerk, steilheid talud, soort onderlaag, maat steensortering, etc.) kan per dag ongeveer 15–20 m² basalt worden gezet.
Voor Basalton en andere betonnen glooiingelementen is in het handwerk het aantal m² ongeveer het dubbele, mede vanwege de inzet van mechanische hulpmiddelen bij de voorbereiding van de ondergrond. Het aantal zuilen per dag dat wordt geplaatst is bij Basalton groter dan bij basalt. Dit komt door de standaard hoogte van de Basalton-zuilen. Gemiddeld worden per dag 300 tot 350 basaltzuilen gezet, voor Basalton-zuilen zal het aantal ongeveer het dubbele zijn.
De werktijden langs de Noordzeekust zijn vaak getij-afhankelijk en kunnen per dag wisselen tussen 05:00 uur en 19:00 uur. Tijdsdruk komt over het algemeen weinig voor. Bij spoedreparaties na stormschade is er wel sprake van tijdsdruk. Steenzetwerkzaamheden in het bovenrivierengebied hebben geen last van het getij, maar hebben wel met een wisselende waterstand te maken. In het benedenrivierengebied is zowel het getij als de waterstand van invloed op het werk leidend tot onregelmatige werkuren.
Indien er sprake is van herstelwerkzaamheden aan glooiingen (onderhoud en reparatie), moeten eerst de aanwezige glooiingelementen worden losgewrikt en verwijderd. Hierbij wordt veelal gebruikgemaakt van een hydraulische kraan. 
Na het aanvullen en egaliseren of eventueel aanbrengen van een nieuwe filterlaag of filterconstructie, kan met het herzetten worden begonnen. Het uitkomende natuursteen, de basaltzuilen of betonnen elementen, worden na van aangroeiing e.d. te zijn ontdaan, door de steenzetter handmatig in verband herzet.

## Fysieke belasting
De fysieke belasting van de steenzetter is zeer hoog bij het handmatig zetten.
Factoren die dit hoofdzakelijk veroorzaken zijn het gewicht en slechte hanteerbaarheid van de zuilen, de oneffen en hellende ondergrond en het hoge werktempo. De zuilen van basalt wegen tussen de 10 en 150 kilogram, het gewicht van een basaltonzuil varieert van 25 tot 90 kilogram.
De steenzetter werkt altijd van beneden naar boven, met de rug naar de helling toe. In een karakteristieke voorovergebogen houding worden de zuilen gezet. De steenzetter gaat recht voor zijn werk staan met de voeten in goede positie. Hij rolt en kantelt de steen tot op de plaats waar deze moet worden gezet. Op deze manier is de fysieke belasting het geringst. Men moet vermijden het tillen van de steen met gedraaid bekken en in gebogen houding: dit leidt tot een (te) grote fysieke belasting.
De aanvoer van zuilen en ander materiaal wordt veelal machinaal gedaan, soms doet de steenzetter dit zelf. Het mechaniseren van het steenzetten door de inzet van een hydraulische kraan waar een klem op gemonteerd is, verminderd de fysieke belasting enorm. Op niet te steile taluds kan deze methode goed worden toegepast. Ook het verwijderen van slechte (delen van) natuursteen kan met de inzet van deze mechanische hulpmiddelen eenvoudiger, sneller en met een veel geringere fysieke belasting.

## Kunst

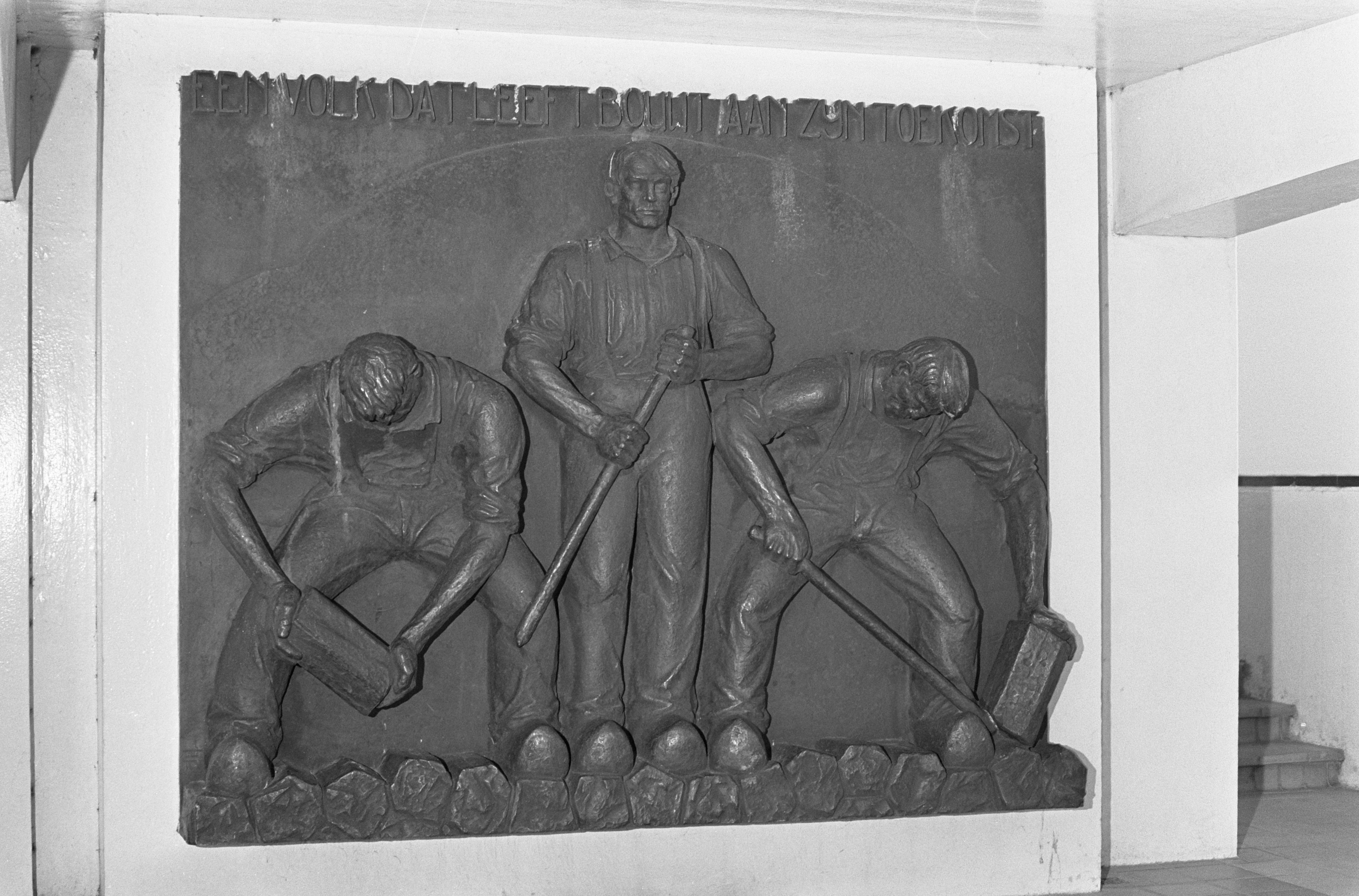
Reliëf van Hildo Krop

- Op de Afsluitdijk staat sinds 1982 bij het monument een standbeeld van een steenzetter; het beeld is vervaardigd door Ineke van Dijk.
- Bij de ingang van de toren van het Vlietermonument op de Afsluitdijk bevindt zich sinds 1935 onder de tekst 'Een volk dat leeft bouwt aan zijn toekomst' een twee meter hoog bronzen reliëf van Hildo Krop dat drie aan het werk zijnde steenwerkers laat zien.